# Passo Gardena
Il passo Gardena (Grödner Joch in tedesco, Ju de Frara in ladino badiot, Jëuf de Frea in ladino gardenese) è un valico alpino delle Dolomiti, posto a 2.121 m s.l.m. tra la val Gardena e la val Badia, tra il gruppo del Sella a sud e il gruppo del Cir a nord, mettendo in comunicazione Selva di Val Gardena con Corvara in Badia.

## Descrizione

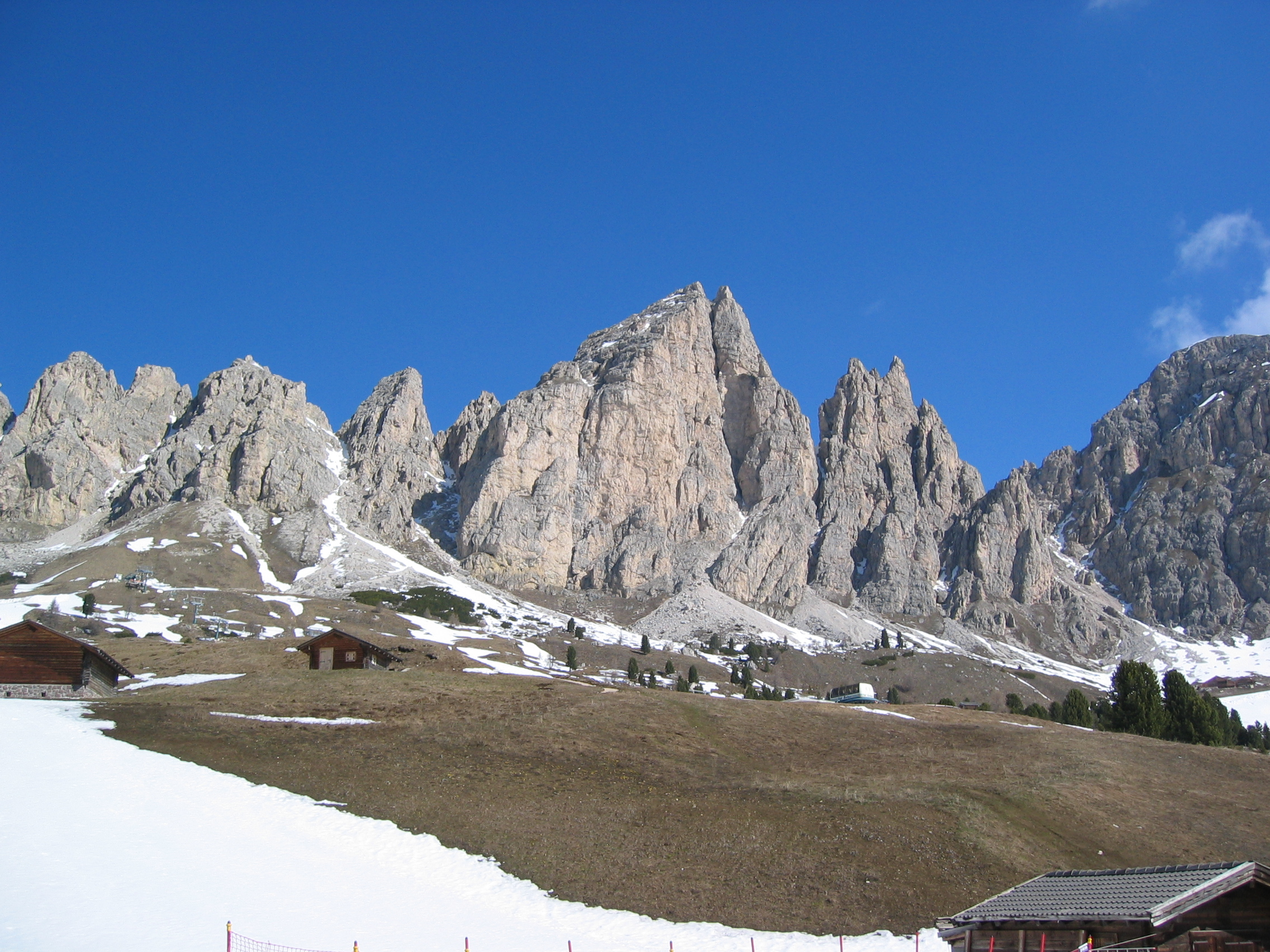
Il gruppo del Cir, a nord del valico

Il passo Gardena si trova nel cuore delle Dolomiti, incastonato tra imponenti massicci: a sud si trova il Sella, a ovest il Sassolungo, a nord il gruppo del Cir, (situato nel Parco Naturale Puez-Odle). Nelle vicinanze del valico sorgono diversi corsi d'acqua, tra cui il Rio Frea, che alimenta il Rio Gardena.

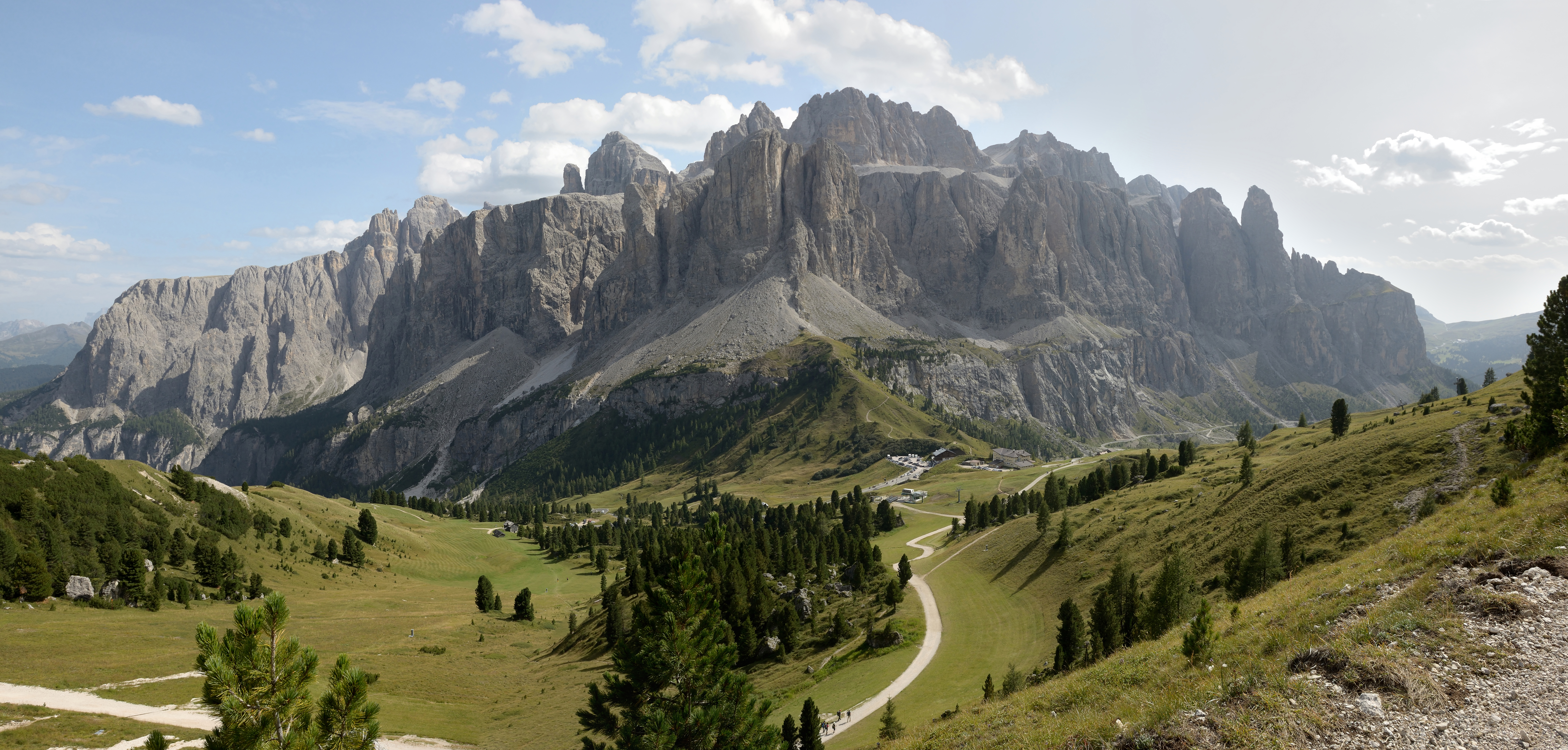
Il passo sovrastato dal gruppo del Sella

Il passo è punto di partenza di numerosi sentieri escursionistici. Tra gli altri, da qui partono itinerari che conducono nella valle Dantercepies, al rifugio Pisciadù e al gruppo del Cir. Addentrandosi un poco in val Badia, si trovano il punto d'attacco della ferrata Tridentina, tra le più famose delle Dolomiti, e della ferrata Pisciadù. A nord invece sono tracciate le ferrate che salgono sul Gran Cir e sul Pizzes de Cir. Per il valico transita anche l'Alta via n. 2, che da Bressanone arriva a Feltre.
Nel territorio circostante si trovano numerosi impianti di risalita e piste da sci, fra cui le famose "Dantercepies" e "Cir" che partendo dal valico arrivano fino a Selva. Tutti gli impianti fanno parte del comprensorio Dolomiti Superski. Il Gardena fa parte del famoso anello sciistico e ciclistico noto come Sellaronda, insieme ai passi Sella, Pordoi e Campolongo.

## Storia
Il territorio del passo Gardena è frequentato dall'uomo fin dalla preistoria: sono stati infatti rinvenuti reperti risalenti al neolitico, considerati i più antichi di tutte le Dolomiti. Si tratta molto probabilmente di attrezzi appartenuti a cacciatori presenti nella zona nei mesi estivi, che quindi non vi vivevano stabilmente.
Più recentemente, il valico ha avuto la funzione di linea di demarcazione tra i principati vescovili di Trento e di Bressanone per quasi 800 anni (dal 1027 al 1803), finché fu istituita la provincia del Tirolo che li unificò.
Nel 1915, durante la prima guerra mondiale, venne costruita la prima strada carrozzabile, di importanza strategica per l'approvvigionamento delle truppe.
Dalla metà del '900 in poi il passo iniziò ad acquisire sempre più importanza a livello turistico. Nel 1960 fu costruita la strada odierna, e negli anni successivi gli impianti di risalita.

## Ciclismo
Nonostante la salita al Gardena non sia delle più impegnative, è molto frequentata dai cicloamatori per l'atmosfera e la bellezza dell'ambiente, sia dal versante della val Badia che da quello della val Gardena.

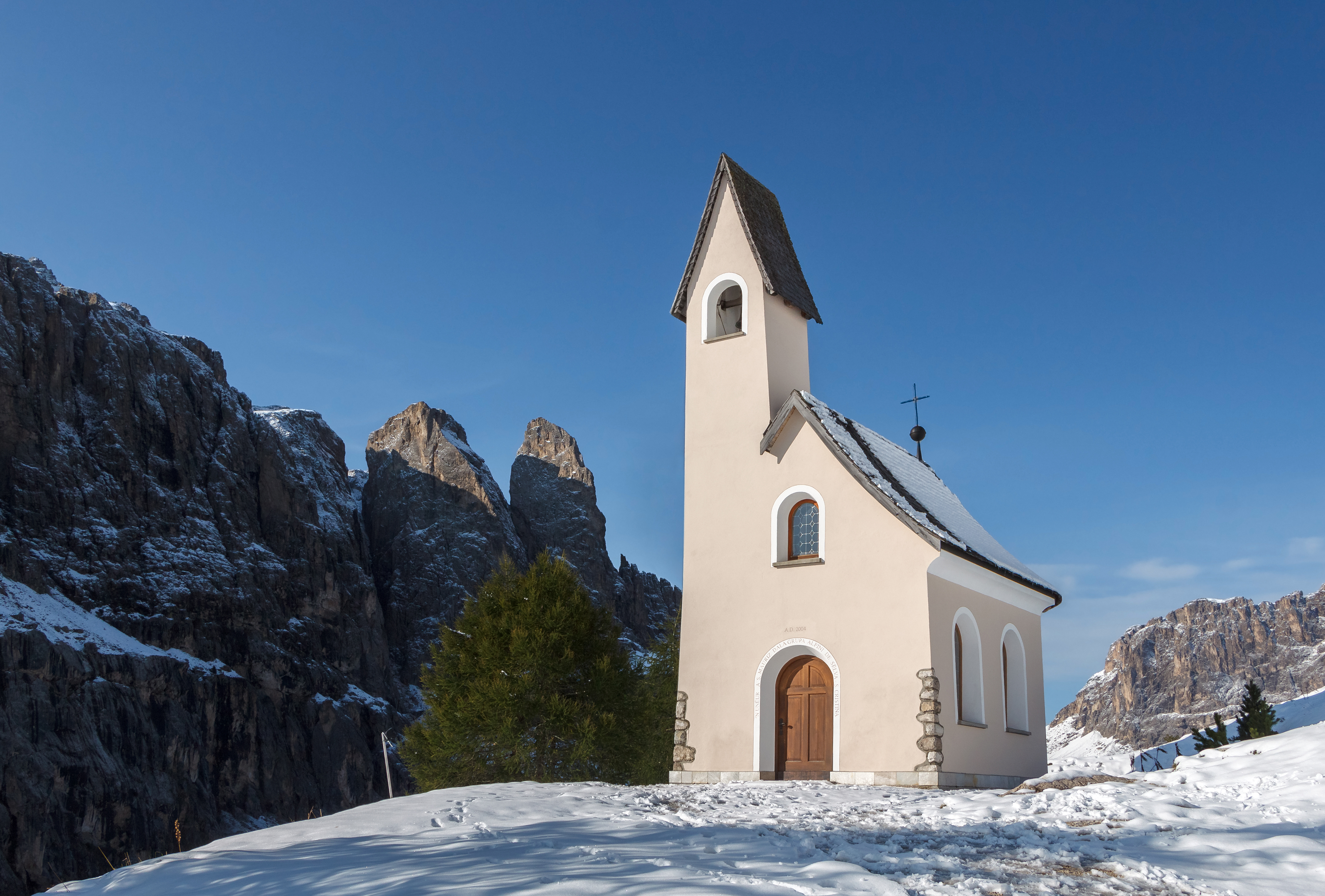
La cappella di San Maurizio presso il passo

Partendo da Selva di Val Gardena si supera un dislivello di 560 m in 11 km di salita. La strada sale regolare fino al settimo chilometro, per poi spianare per circa 2 km. Nel tratto finale le pendenze si rifanno più impegnative. La pendenza media è del 5,3%, la massima dell'11%. Dopo circa 5 km di salita, poco sopra Plan de Gralba, si trova il bivio che porta al passo Sella salendo per altri 5,5 km.

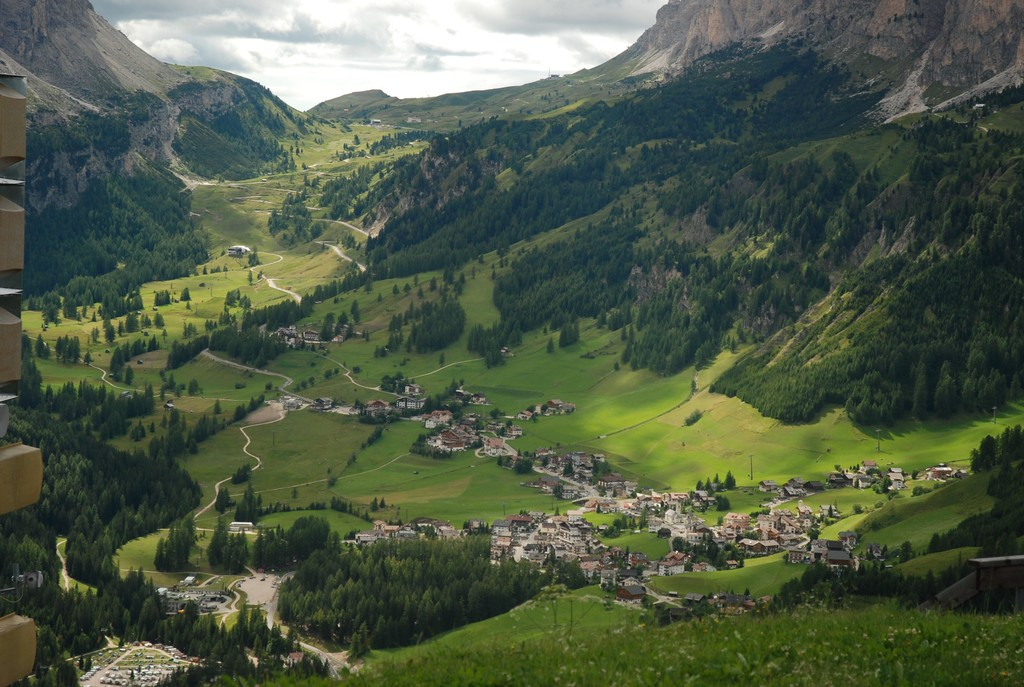
La salita al passo Gardena da Colfosco

Da Corvara invece la strada si inerpica più regolare sorpassando la frazione di Colfosco e arrivando al valico dopo 600 m di dislivello e 11 km. La salita presenta una pendenza media del 6,3% con picchi del 10%.

### Giro d'Italia
Il passo Gardena è uno dei valichi dolomitici storici del Giro d'Italia: è stato infatti inserito nel percorso della competizione svariate volte a partire dal 1949, in molte occasioni insieme ai vicini passi Sella, Campolongo o Pordoi. Nonostante la quota importante, il valico non è mai stato Cima Coppi. Negli anni è stato teatro delle imprese di grandi campioni, tra cui Fausto Coppi, Gino Bartali e Charly Gaul.
Di seguito si riportano i vari passaggi:
| Anno | Tappa                                   | Primo in vetta           | Versante scalato          |
| ---- | --------------------------------------- | ------------------------ | ------------------------- |
| 1949 | 11ª: Bassano del Grappa > Bolzano       | Fausto Coppi             | Val Badia (Corvara)       |
| 1950 | 9ª: Vicenza > Bolzano                   | Gino Bartali             | Val Badia (Corvara)       |
| 1954 | 20ª: San Martino di Castrozza > Bolzano | Fausto Coppi             | Val Badia (Corvara)       |
| 1958 | 17ª: Levico Terme > Bolzano             | Charly Gaul              | Val Badia (Corvara)       |
| 1969 | 21ª: Rocca Pietore > Cavalese           | Italo Zilioli            | Val Badia (Corvara)       |
| 1976 | 19ª: Longarone > Torri del Vajolet      | Andrés Gandarias         | Val Badia (Corvara)       |
| 1977 | 18ª: Cortina d'Ampezzo > Pinzolo        | Faustino Fernández Ovies | Val Badia (Corvara)       |
| 1983 | 20ª: Selva di Val Gardena > Arabba      | Alessandro Paganessi     | Val Gardena (passo Sella) |
| 1984 | 20ª: Selva di Val Gardena > Arabba      | Laurent Fignon           | Val Gardena (passo Sella) |
| 1986 | 21ª: Bassano del Grappa > Bolzano       | Acácio da Silva          | Val Badia (Corvara)       |
| 1987 | 16ª: Sappada > Canazei                  | Jean-Claude Bagot        | Val Badia (Corvara)       |
| 1989 | 15ª-1ª: Corvara in Badia > Trento       | Luis Herrera             | Val Badia (Corvara)       |
| 1990 | 16ª: Dobbiaco > Passo Pordoi            | Maurizio Vandelli        | Val Badia (Corvara)       |
| 1993 | 15ª: Corvara in Badia > Lumezzane       | Mariano Piccoli          | Val Badia (Corvara)       |
| 2002 | 17ª: Corvara in Badia > Folgaria        | Sergio Barbero           | Val Badia (Corvara)       |
| 2005 | 13ª: Mezzocorona > Ortisei              | José Rujano              | Val Gardena (passo Sella) |
| 2016 | 14ª: Alpago (Farra) > Corvara in Badia  | Rubén Plaza              | Val Gardena (passo Sella) |
| 2017 | 18ª: Moena > Ortisei                    | Mikel Landa              | Val Badia (Corvara)       |